# Etylmetyltiambuten

Strukturformel för etylmetyltiambuten.

Etylmetyltiambuten, summaformel C15H19NS2, är ett smärtstillande preparat som tillhör gruppen opioider, patenterat 1951 av Burroughs Wellcome. Preparatet används inte som läkemedel i Sverige.
Substansen är narkotikaklassad och ingår i förteckningen N I i 1961 års allmänna narkotikakonvention, samt i förteckning II i Sverige.